# Savigny-le-Vieux
Savigny-le-Vieux ist eine französische Gemeinde mit 402 Einwohnern (Stand: 1. Januar 2022) im Département Manche in der Region Normandie. Die Gemeinde gehört zum Arrondissement Avranches und zum Kanton Saint-Hilaire-du-Harcouët. Die Einwohner werden Savigniens genannt.

## Geographie
Savigny-le-Vieux liegt etwa 70 Kilometer südsüdöstlich des Stadtzentrums von Saint-Lô am Airon. Umgeben wird Savigny-le-Vieux von den Nachbargemeinden Moulines im Norden, Buais-Les-Monts im Norden und Osten, Landivy im Süden sowie Les Loges-Marchis im Westen und Nordwesten.

## Bevölkerungsentwicklung
| Jahr                       | 1962 | 1968 | 1975 | 1982 | 1990 | 1999 | 2008 | 2018 |
| Einwohner                  | 890  | 825  | 723  | 652  | 561  | 494  | 430  | 438  |
| Quellen: Cassini und INSEE |      |      |      |      |      |      |      |      |

## Sehenswürdigkeiten
- Kirche Notre-Dame aus dem 15. Jahrhundert, Monument historique
- Ruinen des Klosters Savigny, Monument historique seit 1924

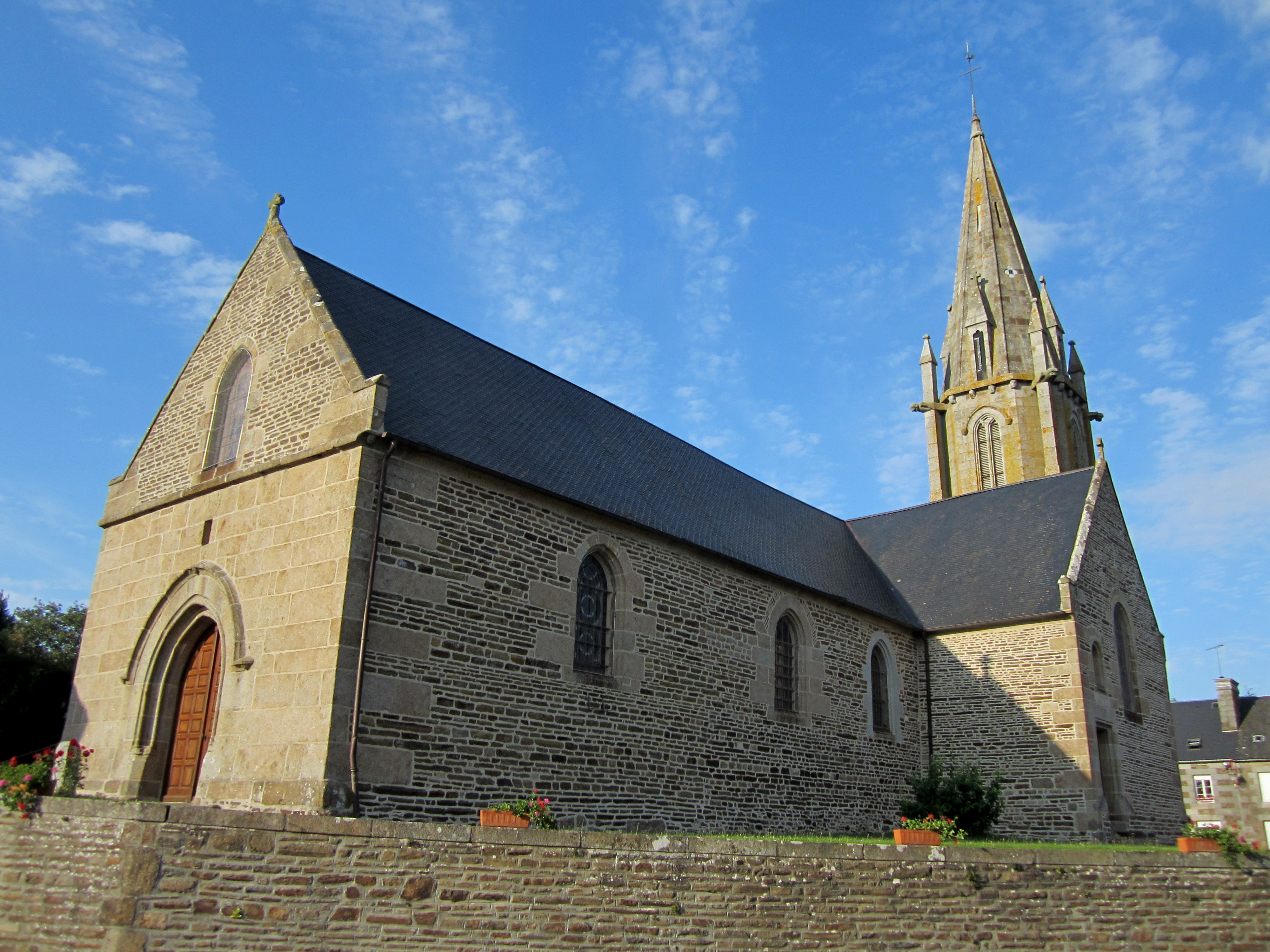
Kirche Notre-Dame
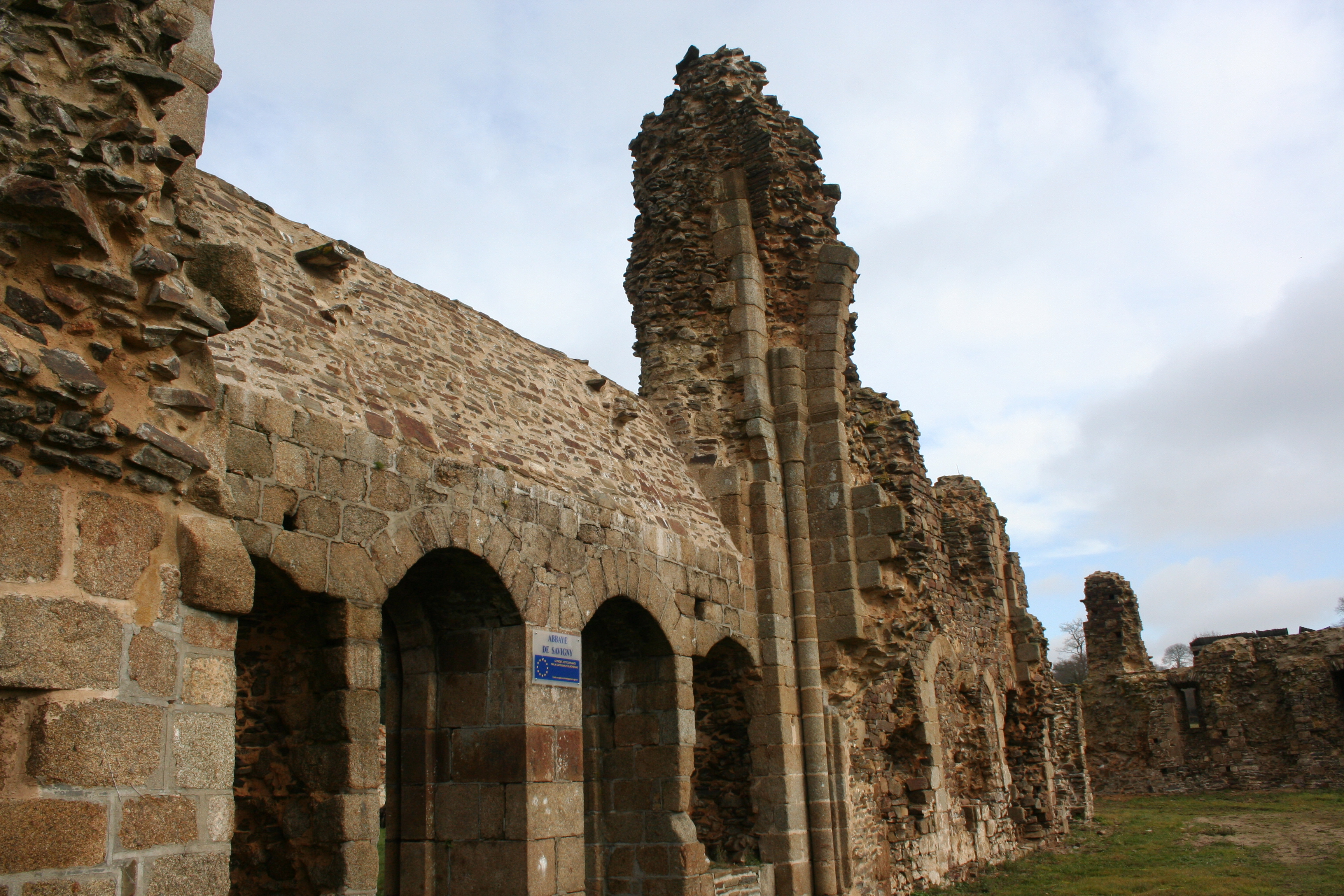
Klosterruine von Savigny

## Persönlichkeiten
- Vitalis von Savigny (um 1060–1122), Benediktiner, Heiliger der katholischen Kirche, Gründer des Klosters